# 付知町立南小学校
付知町立南小学校 （つけちちょうりつ みなみしょうがっこう）は、かつて岐阜県恵那郡付知町（現・中津川市）に存在した公立小学校。

## 概要
- 校区は付知町南部の六区（一部）・七区・八区。1984年に東小学校と統合し廃校。

## 沿革
南小学校は1953年に付知小学校が分割されて開校している。ここではそれ以前についても記述する。
- 1865年（慶応元年） - 護山神社社人宅に私塾護山塾を開設。
- 1873年（明治6年） - 現在の付知町七区に開校。
- 1884年（明治17年） - 付知南小学校に改称する。
- 1886年（明治19年） - 付知南簡易科小学校に改称する。
- 1892年（明治25年） - 付知南尋常高等小学校に改称する。
- 1902年（明治35年） - 付知北尋常小学校、付知南尋常小学校、付知東尋常小学校が統合され、付知尋常高等小学校となる。統合校舎は無く、旧・付知南尋常小学校は付知尋常高等小学校第二仮教場となる。
- 1910年（明治43年） - 統合校舎[注釈 4]が完成し、第一仮教場[注釈 5]、第二仮教場、第三仮教場[注釈 6]を廃止。
- 1941年（昭和16年）4月1日 - 付知国民学校に改称する。
- 1947年（昭和22年）4月1日 - 付知町立付知小学校に改称する。このころから戦後開拓により付知町東部、南部の児童数が増加する。
- 1950年（昭和25年）
  - 4月 - 七区に付知小学校南分校の建設が計画される。
  - 10月 - 南分校は独立の学校である南小学校として設置することが決定する。
- 1953年（昭和28年）
  - 　3月 - 第一校舎が完成。
  - 4月 - 付知小学校が廃校となり、北小学校、南小学校、東小学校に分割される。
  - 10月 - 第二校舎が完成。
- 1972年（昭和47年） - 付知町教育委員会より「付知町教育施設総合整備構想」の要望書が出される。この中で町内の小学校の再編が提案される。
- 1982年（昭和57年）9月 - 町内の小学校を北と南の2校とし、規模や地理面から、北小学校を付知北小学校として存続。南小学校と東小学校を統合し、付知南小学校の新設が決まる。
- 1984年（昭和59年）8月 - 廃校。